# Ban Wichayen

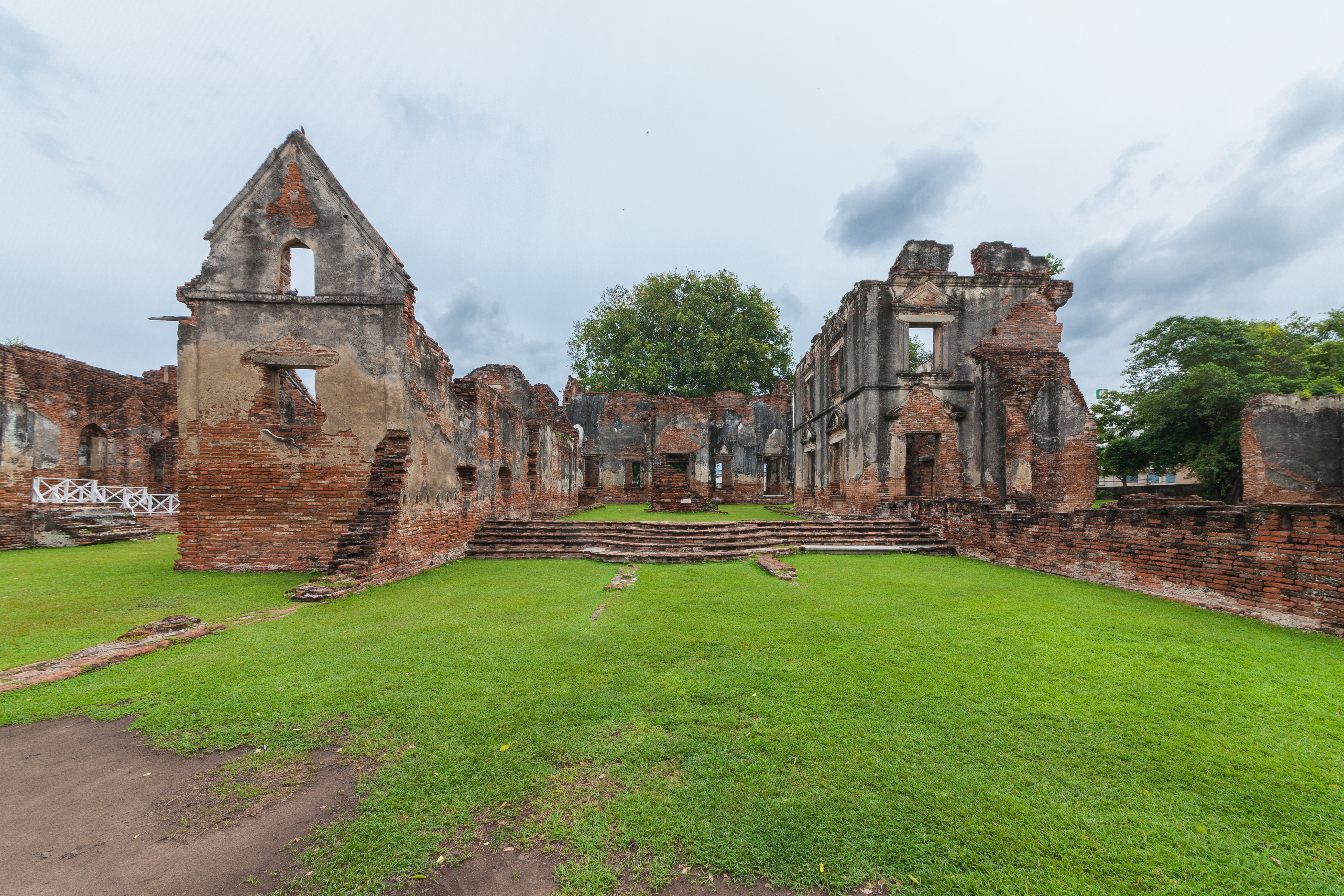
Ruinen des Ban Wichayen, Lop Buri

Ban Wichayen (Thai: บ้าน วิชาเยนทร์; andere Schreibweise: Bahn Vichayen; auch „Baan Luang Rab Rat-Thut“, บ้านหลวงรับราชทูต – wörtl.: Königliches Haus zum Empfang von Gesandten) war die Residenz der französischen Gesandtschaft, die 1765 König Narai in Lop Buri, Nordthailand, besuchten. Später residierte hier der griechischstämmige Constantine Phaulkon, der es zum Minister unter König Narai gebracht hatte.

## Lage
Das Ban Wichayen liegt im Zentrum der Altstadt von Lop Buri, 300 Meter nördlich des Palastes von König Narai (Narai Ratcha Niwet), und 400 Meter westlich der bekanntesten Sehenswürdigkeit Lop Buris, dem Prang Sam Yot.

## Baugeschichte
Die Gebäude wurden von König Narai als Residenz für die französischen Gesandten gebaut, die 1658 den König in Lop Buri besuchten.
Im Zentrum des Gebäudekomplexes steht eine christliche Kirche mit einem Glockenturm, die in einem europäisch-thailändischen Stilmix erbaut wurde. Die Ausstattung muss grandios gewesen sein, wie der Bericht von Guy Tachard, einem Jesuiten in der Begleitung der Franzosen, beweist. Westlich davon befanden sich die Wohnhäuser der Gesandten. Der östliche Teil wird von einem Innenhof eingenommen, um den sich weitere Gebäude gruppieren. Im hinteren Teil des Geländes befindet sich ein Wassertank und kleine Vorratshäuser.
Alle Gebäude sind scheinbar nach Plänen des Seigneur Constance, wie Phaulkon von den Franzosen genannt wurde, in einem europäischen Stil erbaut, die Wohnhäuser sind zweistöckig ausgeführt. Fein ausgeführte Stuckverzierungen, teilweise erhalten, verzieren den Bereich über Fenstern und Türen. Halbkreisförmige Treppen führen zu den Eingängen.
Aufgrund des Verwendungszwecks wurde der Gebäudekomplex zunächst „Ban Luang Rab Rat-Thut“ (บ้านหลวง รับราชทูต) genannt, Königliches Haus zum Empfang von Gesandten. Später war es dann bekannt als Ban Wichayen (บ้าน วิชาเยนทร์), benannt nach dem königlichen Minister-Titel Chao Phraya Wichayen des Constantine Phaulkon.

## Heutige Nutzung
Das Gelände besteht heute nur aus den Ruinen der Unterkünfte, die in einer kleinen, gepflegten Grünanlage liegen. Es ist von einer hohen Mauer umgeben, Touristen müssen ein Eintrittsgeld bezahlen, um eingelassen zu werden.